# Союз писателей Вьетнама

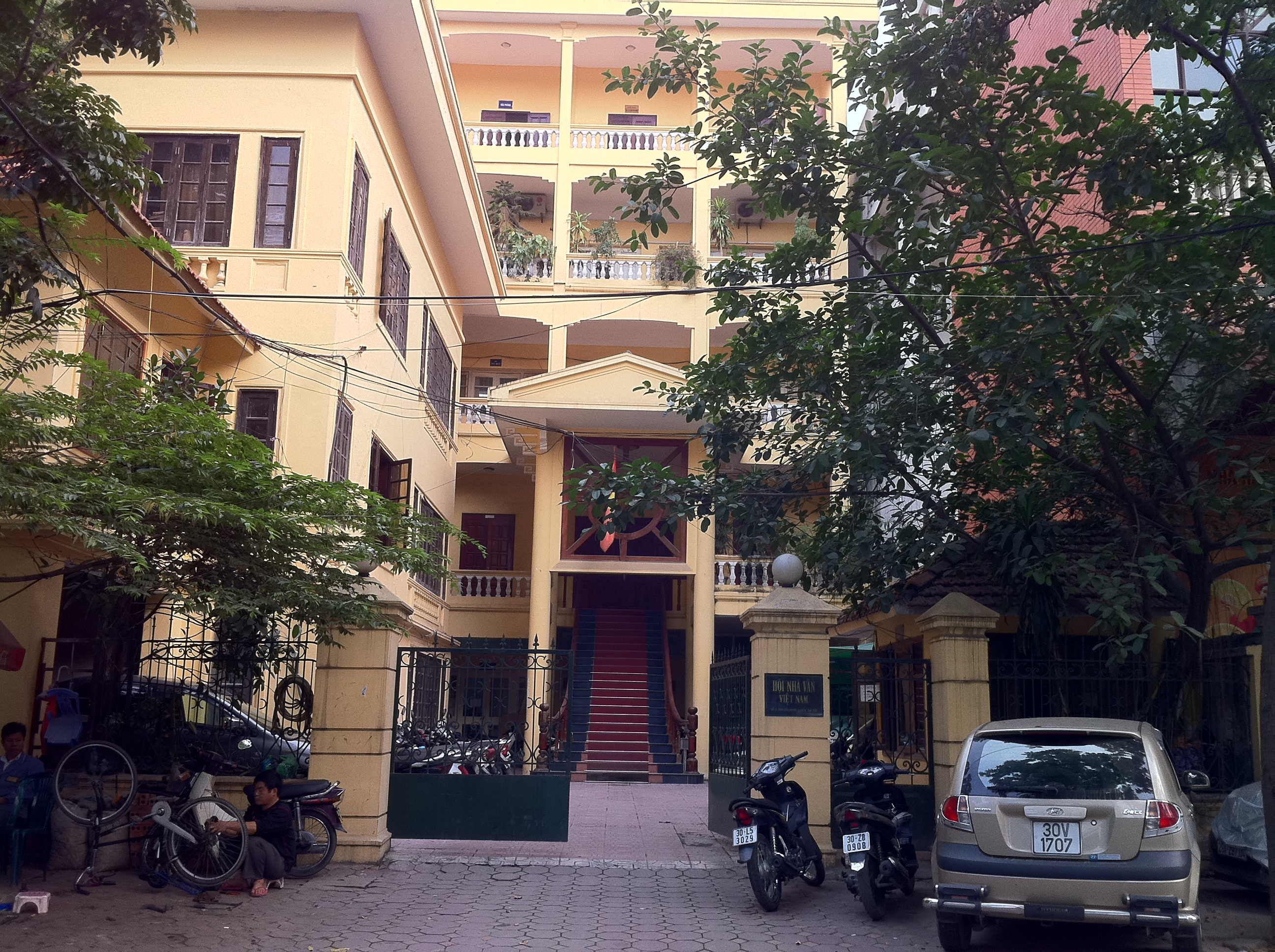
Здание Союза писателей в Ханое

Сою́з писа́телей Вьетна́ма (вьет. Hội Nhà văn Việt Nam) — это организация вьетнамских писателей, переводчиков и литературных критиков. Союз был создан в 1957 году как часть Союза деятелей литературы и искусства Вьетнама.

## Членство в Союзе
Членом Союза писателей могут быть граждане Вьетнама, опубликовавшие по меньшей мере две книги в жанрах романа, рассказов, стихов, литературных критических заметок, если стремятся работать в соответствии с принципами и правилами Союза.

## Структура и деятельность
Союз писателей Вьетнама специализируется на четырёх областях творческой деятельности: проза, поэзия, литературная критика и художественный перевод. В каждой из этих областей работает совет для поощрения и мотивации авторов. Миссия Союза писателей — собрать всех вьетнамских писателей, чтобы «создать передовую литературу, пропитанную национальной идентичностью».
Исполнительный комитет Союза писателей избирается сроком на пять лет, в него входят президент (ранее генеральный секретарь), вице-президент и члены исполнительного комитета.
У ассоциации также есть киностудия, дворец культуры и издательство, в котором выходят, среди прочего, регулярные издания — Литературный еженедельник, ежемесячный магазин, обзор иностранной литературы и журнал Vietnam Literature (обзор литературы Вьетнама на английском языке).
В 2000 году Ассоциация учредила Фонд защиты авторских прав в области литературы.

## Финансирование и расходы
Ежегодно Союз писателей Вьетнама получает 4,8 млрд донгов из государственного бюджета. В отдельные годы финансирование может быть неполным — например, в 2016 году Союз получил только 2,4 миллиарда донгов.

## Премии Союза писателей
Ежегодно Союз писателей Вьетнама присуждает Премию Союза писателей авторам разных жанров. Раз в пять лет вручаются премии Тханглонг за наиболее значимые произведения периода.

## IX Съезд Союза писателей
С 8 по 11 июля 2015 года в Ханое проходил IX съезд Союза писателей Вьетнама, собравший 542 члена организации. Молодых делегатов среди них было всего 33 — около 6 % — только трое родились в 1980-е годы. В исполнительный комитет Союза писателей Вьетнама были переизбраны шесть писателей: поэт Ху Тхинь, поэт Нгуен Куанг Тхиеу, писатель Нгуен Чи Хуан, писатель Кхуат Куанг Тхуи. В исполком впервые избраны поэт Чан Данг Кхоа и писатель Нгуен Бинь Фыонг, самому молодому члену исполкома 50 лет.